# Francisco Melgar
Francisco Melgar (Lima, Perú, 20 de junio de 1973) es un exfutbolista y entrenador peruano. Luego de su corta carrera como futbolista que jugó en Perú y España, realizó estudios como entrenador en Europa. 
Actualmente es el director técnico de Academia Cantolao. Tiene 52 años.

## Trayectoria
Melgar tuvo una corta carrera como futbolista pasando por clubes de la Segunda División del Perú como Deportivo AELU, Hijos de Yurimaguas y Unión Huaral. Emigró a España, donde formó parte del plantel de futsal del Celta de Vigo por una temporada. En ese país, siguió estudios de Administración de Empresas en la Universidad de Vigo, además se graduó como técnico de la Real Federación Española de Fútbol y con una maestría en Alto Rendimiento en Fútbol.
Sus primeras experiencias como entrenador los realizó en España, dirigiendo a equipos juveniles de clubes importantes como el Rayo Vallecano y el Real Madrid. Volvió al Perú para dirigir equipos que disputaron la Copa Perú, sin mucho éxito. Resaltó su trabajo con el Sport Áncash en el 2011, donde quedó subcampeón del Torneo Intermedio y de la Segunda División del Perú. Hasta el año 2014 fue técnico de la reserva del club Sporting Cristal, donde formó parte de un proyecto en las divisiones inferiores de este club para el 2012 en donde trabajó conjuntamente con futbolistas referentes como Julinho. El año 2015 llega al Club Centro Deportivo Municipal para ser asistente de Roberto Pompei en el primer equipo, este posteriormente se haría cargo del equipo, hasta mediados de 2016 cuando llega a Sport Áncash donde lograría el subcampeonato de la segunda division, tras la buena campaña el 2017 dirige a Ayacucho F.C. donde sería despedido tras los malos resultados el 2018 vuelve a Unión Huaral con el fin de devolverlo a la Primera División tras pasar la primera ronda fue eliminado por Juan Aurich en cuartos de final.
En junio de 2019 llega a Deportivo Coopsol para reemplazar a Orlando Maltease, que había sido despedido por malos resultados. Llega como entrenador de Sport Chavelines en julio del 2021 y el 2022 dirigió al Unión Huaral.

## Clubes

### Como futbolista
| Club                   | País   | Año  |
| ---------------------- | ------ | ---- |
| Deportivo AELU         | Perú   | 1993 |
| Hijos de Yurimaguas    | Perú   | 1994 |
| Unión Huaral           | Perú   | 1995 |
| Celta de Vigo (futsal) | España | 1997 |
| Atlético Chalaco       | Perú   | 2003 |

### Como entrenador
| Club                                    | País   | Año         |
| --------------------------------------- | ------ | ----------- |
| Rayo Vallecano (juvenil)                | España | 2007        |
| Real Madrid (juvenil)                   | España | 2008        |
| RSD Alcalá (juvenil)                    | España | 2008        |
| Unión Huaral                            | Perú   | 2009        |
| Atlético Minero                         | Perú   | 2010        |
| Sport Áncash                            | Perú   | 2011        |
| Sporting Cristal (Reserva)              | Perú   | 2011 - 2014 |
| Deportivo Municipal (Asistente Técnico) | Perú   | 2015        |
| Club Deportivo Municipal                | Perú   | 2015 - 2016 |
| Sport Áncash                            | Perú   | 2016        |
| Ayacucho F. C.                          | Perú   | 2017        |
| Unión Huaral                            | Perú   | 2018        |
| Deportivo Coopsol                       | Perú   | 2019        |
| Sport Chavelines                        | Perú   | 2021        |
| Unión Huaral                            | Perú   | 2022        |
| Selección Futsal Sub-20                 | Perú   | 2023        |
| Academia Cantolao                       | Perú   | 2025 -      |